# Cinclodes antarcticus
Cinclodes antarcticus е вид птица от семейство Furnariidae.

## Разпространение
Видът е разпространен в Аржентина, Чили и Фолкландски острови.